# Nicolas Kühn
Nicolas-Gerrit Kühn (Wunstorf, 1º gennaio 2000) è un calciatore tedesco, attaccante o ala del Como.

## Caratteristiche tecniche
È un'ala destra molto abile nel dribbling e dotata di grande rapidità; per le sue caratteristiche, è stato spesso paragonato a Kingsley Coman.

## Carriera
Calcisticamente cresciuto nel settore giovanile del Lipsia, il 16 gennaio 2018 firma un contratto con gli olandesi dell'Ajax, giocando per due anni nella seconda squadra dei bianco-rossi.
Il 22 gennaio 2020 viene acquistato dal Bayern Monaco, che lo sposta sùbito nella seconda squadra.
Il 29 giugno 2021 passa in prestito all'Erzgebirge Aue, club militante in Zweite Liga.
il 26 maggio 2022 viene acquistato dagli austriaci del Rapid Vienna.
Il 17 gennaio 2024 viene acquistato dagli scozzesi del Celtic.
L'11 luglio 2025 viene ingaggiato dal Como, con cui firma un contratto fino al 30 giugno 2029.

## Statistiche
Statistiche aggiornate al 5 gennaio 2025.
| Stagione                | Squadra                 | Campionato              | Campionato | Campionato | Coppe nazionali | Coppe nazionali | Coppe nazionali | Coppe continentali | Coppe continentali | Coppe continentali | Altre coppe | Altre coppe | Altre coppe | Totale | Totale |
| Stagione                | Squadra                 | Comp                    | Pres       | Reti       | Comp            | Pres            | Reti            | Comp               | Pres               | Reti               | Comp        | Pres        | Reti        | Pres   | Reti   |
| ----------------------- | ----------------------- | ----------------------- | ---------- | ---------- | --------------- | --------------- | --------------- | ------------------ | ------------------ | ------------------ | ----------- | ----------- | ----------- | ------ | ------ |
| gen.-giu. 2018          | Jong Ajax               | ED                      | 5          | 0          | -               | -               | -               | -                  | -                  | -                  | -           | -           | -           | 5      | 0      |
| 2018-2019               | Jong Ajax               | ED                      | 21         | 2          | -               | -               | -               | -                  | -                  | -                  | -           | -           | -           | 21     | 2      |
| 2019-gen. 2020          | Jong Ajax               | ED                      | 17         | 3          | -               | -               | -               | -                  | -                  | -                  | -           | -           | -           | 17     | 3      |
| Totale Jong Ajax        | Totale Jong Ajax        | Totale Jong Ajax        | 43         | 5          |                 | -               | -               |                    | -                  | -                  |             | -           | -           | 43     | 5      |
| gen.-giu. 2020          | Bayern Monaco II        | 3.L                     | 16         | 2          | -               | -               | -               | -                  | -                  | -                  | -           | -           | -           | 16     | 2      |
| 2020-2021               | Bayern Monaco II        | 3.L                     | 21         | 4          | -               | -               | -               | -                  | -                  | -                  | -           | -           | -           | 21     | 4      |
| Totale Bayern Monaco II | Totale Bayern Monaco II | Totale Bayern Monaco II | 37         | 6          |                 | -               | -               |                    | -                  | -                  |             | -           | -           | 37     | 6      |
| 2021-2022               | Erzgebirge Aue          | 2.L                     | 27         | 3          | -               | -               | -               | -                  | -                  | -                  | -           | -           | -           | 27     | 3      |
| 2022-2023               | Rapid Vienna            | BL                      | 20         | 3          | CA              | 3               | 0               | UECL               | 6                  | 1                  | -           | -           | -           | 29     | 4      |
| 2023-gen. 2024          | Rapid Vienna            | BL                      | 16         | 2          | CA              | 2               | 1               | UECL               | 3                  | 0                  | -           | -           | -           | 21     | 3      |
| Totale Rapid Vienna     | Totale Rapid Vienna     | Totale Rapid Vienna     | 36         | 5          |                 | 5               | 1               |                    | 9                  | 1                  |             | -           | -           | 50     | 7      |
| gen.-giu. 2024          | Celtic                  | SPL                     | 14         | 2          | SC+CdL          | 4+0             | 1+0             | UCL                | -                  | -                  | -           | -           | -           | 18     | 3      |
| 2024-2025               | Celtic                  | SPL                     | 22         | 12         | SC+CdL          | 1+4             | 0+5             | UCL                | 8                  | 3                  | -           | -           | -           | 35     | 20     |
| Totale carriera         | Totale carriera         | Totale carriera         | 179        | 33         |                 | 11              | 7               |                    | 17                 | 4                  |             | -           | -           | 211    | 44     |

## Palmarès
- Campionato scozzese: 2

Celtic: 2023-2024, 2024-2025
- Coppa scozzese: 1

Celtic: 2023-2024
- Coppa di lega scozzese: 1

Celtic: 2024-2025